# Carlos Giménez
Carlos Giménez (* 6. März 1941 in Madrid) ist ein spanischer Comiczeichner.

## Werdegang
Seine Karriere begann er mit Auftragsarbeiten für das Studio Creaciones Illustradas. Er zeichnete einige Serien wie Buck Jones, Gringo und Delta 99 (deutsch bei Kauka). Neben der Mitarbeit an der Westernserie Tom Berry fertigte er die Zeichnungen für die Softporno-Reihe Odysseus, die im deutschen Magazin Pip erschien.
Das französische Comicmagazin Tintin übernahm 1971 die Science-Fiction-Serie Dani Futuro, die dort bis 1976 erschien. Die Serie wurde in sieben Alben zusammengefasst, von denen drei auch in deutscher Sprache erschienen. Die Texte stammten von Víctor Mora. Er arbeitete auch für das Magazin L’Echo des Savanes, in dem er die von Jack London inspirierte Geschichte Koolau veröffentlichte. Mit dem Wechsel zum Magazin Fluide Glacial wurden seine Geschichten ernster und trugen deutliche autobiografische Züge. Paracuellos erschien in zwei Bänden und schildert Giménez’ Kindheit während der Franco-Diktatur. In den 1980er-Jahren arbeitete er wieder für spanische Verlage und veröffentlichte Kurzgeschichten in Magazinen und Serien wie Los Professionales, in der er in jeweils zweiseitigen Strips Anekdoten aus seinem Leben als Comiczeichner erzählt.
In den Alben España Una, España Grande, España Libre veröffentlichte er zweiseitige Geschichten, die sich kritisch mit dem Franquismus beschäftigten. Die Trilogie ist in Deutsch als U-Comix-Sonderband erschienen.

## Auszeichnungen
- 1981 erhielt er den Preis für das beste Album auf dem Festival International de la Bande Dessinée d’Angoulême für Paracuellos.

## Werke
- 1963 Gringo
- 1968 Delta 99
- 1969 Dani Futuro
- 1974 Hom
- 1976 España Una, España Grande, España Libre
- 1976 Paracuellos
- 1977 Barrio
- 1978 La saga de los Menéndez
- 1978 Koolau el leproso
- 1980 Auxilio Social
- 1980 Érase una vez en el futuro
- 1983–1987 Los Professionales
- 1983–1985 Romances de andar por casa
- 1987 Bandolero
- 1991 Una infancia eterna
- 1994 Sabor a menta y otras historias
- 2005 El capitán Alatriste